# Richard Baxter
Richard Baxter, magyarosan Baxter Rikárd (Rowdon, Shropshire, 1615. november 12. – 1691. december 8.) angol puritán lelkész.

## Életpályája
1641-től viselt lelkészi hivatalt Kidderminsterben (Worcestershire), ahol jelentős reformokat vezetett be. 1642-től tábori lelkész volt Oliver Cromwell seregében. Mérsékelt álláspontot képviselt; az alkotmányos rend híve volt a radikális törekvésekkel szemben. Jelentős tevékenységet fejtett ki az angol egyház követői és a presbiteriánusok egyesítése érdekében, ezért a restauráció után (1662-ben) elvesztette hivatalát. A türelmi parancs kiadatása után mint prédikátor Londonban élt (1672). Mint tekintélyes nonkonformista lelkész 1685-ben hosszabb fogságbüntetést kapott. Az evangélikus lelkész című iratában felállított ideált életében lehetőleg elérni iparkodott. Róla nevezik Angliában baxterianizmusnak az enyhébb kálvinizmust, amely elismeri ugyan, hogy az embereknek csak egy előre meghatározott - kiválasztott - száma tarthat számot az üdvözülésre, de azt, hogy egyesek már a priori elkárhozásra volnának ítélve, tagadja.

## Max Weber Baxterről
Max Weber részletesen foglalkozik Baxterrel A protestáns etika és a kapitalizmus szelleme című művében. és hangsúlyozza Baxter munkásságát a protestáns munkaetika fejlődésében. Megállapítása szerint "Baxter [azonban] nemcsak a munka etikai kötelessége elé emelt korlátokat törte át, hanem a legerősebben hangsúlyozta azt az alapelvet is, hogy a gazdagság sem pótolhatja a feltétlen előírás teljesítését. A birtokosok nem ehetnek, ha nem dolgoznak; mert hiába nincs szükségük munkára ahhoz, hogy kielégítsék szükségleteiket, Isten parancsának éppúgy engedelmeskedniük kell, mint a szegényeknek. Mert különbségtétel nélkül az isteni előrelátás mindenki számára előkészített egy hivatást (calling), melyet fel kell ismernie, s melyben dolgoznia kell."

## Művei
- Leghíresebb írása: A szentek örök nyugalma
- Az evangélikus lelkész
- Összegyűjtött írásai 1847-ben Londonban jelentek meg, négy kötetben

### Magyarul megjelent
- Fölhivás a meg nem tért emberekhez, hogy megtérjenek és úgy éljenek, amint egykor haláluk napján kegyelemre kivánnak találni; ford. Bauhofer György (Rozsnyó. Év nélkül. Kovács Mihály. 2. kiad. Budapesten 1882, Hornyánszky Viktor)
- A szentek örökkévaló nyugodalma; ford. Czakó Jenő; Bethánia, Bp., 1945
- A megújult lelkipásztor; ford. Boros Attila; Koinónia, Kolozsvár, 2001 (Puritán tanítók)